# Chicago Bulls
Chicago Bulls és una franquícia de la National Basketball Association (NBA) amb seu a Chicago a l'estat d'Illinois. Participa en la Divisió Central de la Conferència Est de l'NBA. Fundat el 1966, és el tercer equip professional amb seu en aquesta ciutat després de Chicago Packers/Zephyrs i Chicago Stags, equip que va participar en els anys 1940 en l'BAA, antiga denominació de la lliga professional nord-americana de bàsquet.
El seu terreny de joc és, des de 1994, el United Center, un pavelló amb una capacitat de 21.711 espectadors. Els Bulls van guanyar el campionat de l'NBA sis vegades: els anys 1991, 1992, 1993, 1996, 1997 i 1998.
El seu jugador més emblemàtic ha estat Michael Jordan, considerat per molts el millor jugador de bàsquet de la història.

## Història de la franquícia
- Chicago Bulls 1966-avui

Els Chicago Bulls són la tercera franquícia formada a Chicago, després dels Packers/Zephyrs (actualment Washington Wizards) i els Stags (1946-1950). Des de la fundació el 1966 fins als anys 80 es van mostrar com un equip competitiu, amb nombroses aparicions als play-offs, però sempre sense aconseguir grans metes. Els Detroit Pistons van ser els seus botxins permanents. La sort dels Bulls va canviar amb l'arribada de Michael Jordan a l'equip, triat en la tercera posició del draft de 1984. Michael es va convertir llavors en el líder d'un gran equip, que de la mà de Phil Jackson com a entrenador, va conquerir sis anells en la dècada dels 90.

### Els començaments (1966-1984)
Chicago Bulls és la tercera franquícia formada a Chicago, després dels Packers/Zephyrs (actualment Washington Wizards) i els Stags (1946-1950). L'equip va començar la seva trajectòria en l'NBA en la temporada 1966-67, i immediatament es van mostrar com el millor equip provinent d'un draft d'expansió, aconseguint classificar-se pels playoffs. Les seves dues primeres temporades les van disputar a l'International Amphitheatre, abans de traslladar-se al Chicago Stadium. Durant els següents anys, els Bulls van intentar configurar un equip que fos competitiu, encara que no van aconseguir en aquesta època destacar. Durant els anys 1970, eren coneguts com un equip rude, batallador, amb una gran mentalitat defensiva. La base de l'equip la conformaven un dur defensor com Jerry Sloan, els alers Bob Love i Chet Walker, el base anotador Norm Van Lier i els pivots Clifford Ray i Tom Boerwinkle. No obstant això, l'equip només va aconseguir un títol de divisió, i no va aconseguir aconseguir les Finals de l'NBA.
A la fi dels anys 70 i principi dels 80 l'equip va tocar fons. Només va aconseguir classificar-se pels playoffs en una ocasió durant set temporades. El 1979, una moneda va poder haver canviat el signe de la història. Els Bulls es van jugar a cara o creu la primera elecció al Draft de l'NBA de 1979 davant Los Angeles Lakers. El General Manager de Chicago, Rod Thorn, va demanar «cara» i va sortir "creu". Els Lakers van triar Magic Johnson, mentre que els Bulls van haver de conformar-se amb David Greenwood en la segona elecció.
Artis Gilmore adquirit en el draft de dispersió de l'ABA el 1976 liderava l'equip, que es va reforçar amb el base Reggie Theus i l'aler Orlando Woolridge, però ni així i tot eren capaços d'oferir als seus aficionats uns bons resultats. A conseqüència d'això, la directiva dels Bulls va decidir donar un gir a la seva gestió, començant per traspassar a Theus a Kansas City Kings durant la temporada 1983-84.

### L'arribada de Michael Jordan

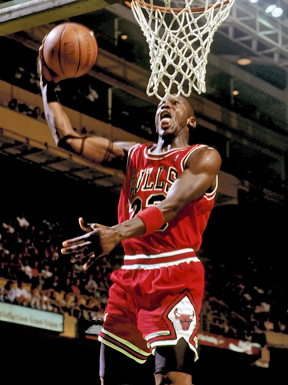
Michael Jordan a punt de realitzar un mat.

A l'estiu de 1984 la fortuna de l'equip va canviar quan van obtenir la tercera elecció del Draft de 1984, després de Houston i Portland. Els Rockets van triar Hakeem Olajuwon, mentre que els Blazers triaven Sam Bowie, deixant en safata de plata als Bulls l'elecció de l'escorta de la Universitat de Carolina, Michael Jordan. Els nous propietaris de l'equip van decidir reconstruir l'equip prenent com a punt de referència al novençà anomenat a fer història a l'NBA. Jordan va acabar la temporada com a tercer màxim anotador de la lliga i quart en robatoris de pilota, i ca ser triat Rookie de l'Any i en el segon millor quintet de la lliga.
Abans de començar la següent temporada, els Bulls van fitxar el base John Paxson, i van triar en el draft l'ala-pivot Charles Oakley, que juntament amb Jordan i el pivot Dave Corzine formarien la columna vertebral de l'atac de l'equip en les dues següents temporades. Després de sofrir un trencament al peu al començament de la temporada 1985-86, Jordan va acabar com a segon màxim anotador de l'equip després de Woolridge. Van entrar com a vuitens i últims classificats als playoffs, per la qual cosa van haver d'enfrontar-se als Boston Celtics liderats per Larry Bird, que venien de fer una extraordinària temporada regular (67 victòries per 15 derrotes). Encara que els Bulls van ser escombrats en l'eliminatòria per 3-0, Jordan es va anotar un de la seva llarga llista de rècords de l'NBA, després d'anotar 63 punts en un partit de playoff. Larry Bird va comentar: «Aquesta nit, Déu s'ha disfressat de Michael Jordan».
En la temporada 1986-87 Jordan va continuar el seu particular assalt al llibre dels rècords, liderant la lliga amb 37,1 punts per partit i arribant a ser el primer Bull nomenat al Millor Quintet de l'NBA. Malgrat això, els Bulls van ser de nou escombrats pels Celtics als playoffs. En el draft de 1987 van triar en la vuitena posició el pivot Olden Polynice, i l'ala-pivot Horace Grant en la desena. Però en un moviment brillant als despatxos, van aconseguir enviar Polynice a Seattle Supersonics a canvi de la cinquena elecció del draft, l'aler Scottie Pippen.

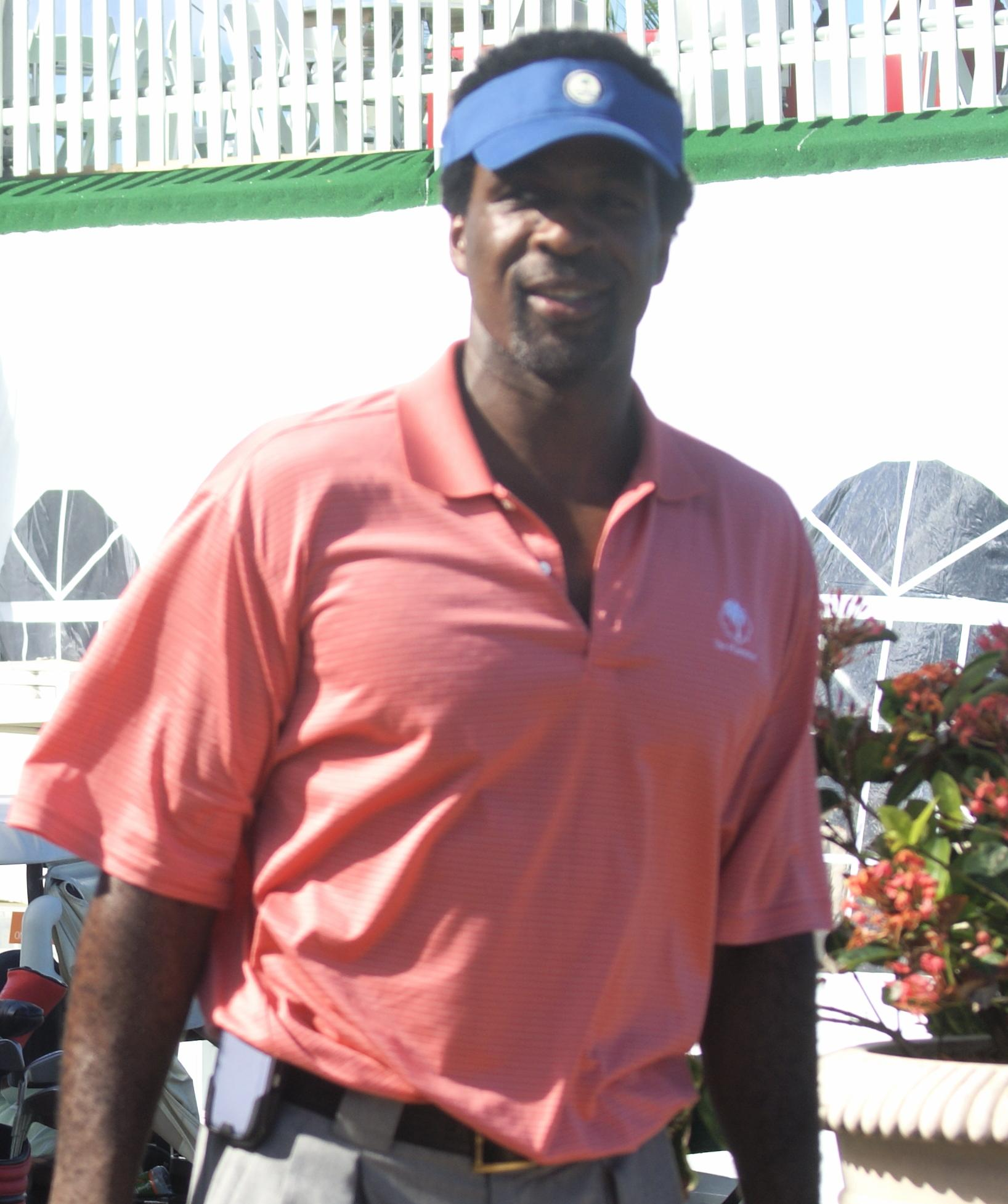
Charles Oakley, capdavanter en rebots el 1987 i 1988.

Amb Paxson i Jordan com a homes baixos, Brad Sellers i Oakley en els alers, Corzine en el pivot, i els novençans Pippen i Grant sortint de la banqueta, els Bulls van fer molt més soroll en la temporada 1987-88, guanyant 50 partits en la fase regular, i arribant a les semifinals de la Conferència Est, on van ser batuts pels Detroit Pistons, (lliga que acabarien guanyant Los Angeles Lakers) en cinc partits. No obstant això, Jordan es va endur el premi de Jugador Més Valuós de l'NBA, el primer dels cinc que aconseguiria al llarg de la seva carrera.
La temporada 1988-89 va estar marcada pel moviment de jugadors. El popular aler Charles Oakley, que va liderar la lliga en rebots el 1987 i 1988 va ser traspassat a New York Knicks a canvi del veterà pivot Bill Cartwright i una opció en el draft, que van aprofitar per triar el també pivot Will Perdue. El nou quintet inicial va quedar format per Paxson, Jordan, Pippen, Grant i Cartwright, i li va portar un temps l'acabar d'acoblar-se. Van obtenir menys victòries en la fase regular que l'any anterior. No obstant això, van arribar a les Finals de Conferència, caient de nou davant els futurs campions, Detroit Pistons.
En la següent temporada Jordan va liderar la lliga en anotació per quart any consecutiu, arribant a l'All-Star Game per primera vegada al costat de Scottie Pippen. Es va notar una millora en el joc quan l'entrenador Doug Collins va ser reemplaçat pel seu assistent, Phil Jackson. A més, es van fer amb el pivot Stacey King i el base B.J. Armstrong al draft de 1989. Amb aquestes incorporacions, però mantenint el mateix quintet de l'any anterior, els Bulls van arribar de nou a les Finals de Conferència, caient per tercera vegada consecutiva davant dels Pistons.

### Els anys 90:"Three-peat"

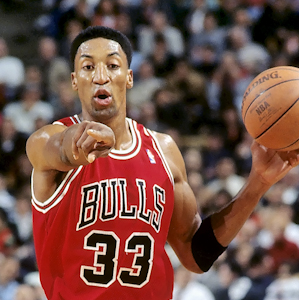
Scottie Pippen, peça fonamental dels Bulls en els 90.

Ja no quedaven excuses al començament de la temporada 1990-91. Amb els reforços obtinguts, l'aspiració havia de ser el títol de l'NBA. Van aconseguir un rècord de la franquícia en aconseguir les 61 victòries en la fase regular, escombrant en les Finals de Conferència els Pistons i cedint un únic partit davant els Lakers de Magic Johnson en les Finals. Jordan va guanyar el MVP tant en la temporada regular com en les finals, aconseguint a més el seu cinquè títol consecutiu de millor anotador de la lliga.
L'any següent es repetiria la història. Van superar el rècord de victòries en la temporada regular, situant-ho en 67. A la final es van trobar amb Portland Trail Blazers, liderats per Clyde Drexler, els quals van superar en sis partits. De nou Jordan va guanyar tots els títols possibles, inclòs el de millor anotador.
En la temporada 1992-93 els Bulls van aconseguir alguna cosa que cap equip havia aconseguit des dels llegendaris Celtics dels 60, en guanyar el títol per tercer any consecutiu. Els rivals van ser els Suns del MVP de la temporada, Charles Barkley. Jordan va ser de nou el millor jugador de les finals, i va aconseguir el rècord de millor mitjana de punts per partit en finals d'NBA amb 41. També va igualar Wilt Chamberlain en guanyar el seu setè títol de millor anotador consecutiu.
Durant l'estiu, Jordan va commocionar el món del bàsquet i l'opinió pública en general en anunciar la seva retirada de les pistes, pocs mesos després de l'assassinat del seu pare. Els Bulls van quedar llavors liderats per Scottie Pippen, que es va establir entre els millors jugadors de la lliga després de guanyar el MVP, i va comptar amb l'ajuda d'Horace Grant i B.J. Armstrong, als quals calia afegir a Cartwright, Perdue, el base Pete Myers i el rookie croat Toni Kukoč. Malgrat una fantàstica fase regular, amb 55 victòries, van ser derrotats en la segona ronda dels playoffs de l'NBA 1994 pels New York Knicks.

### Els anys 90: 2a part:"Repeat the three-peat"

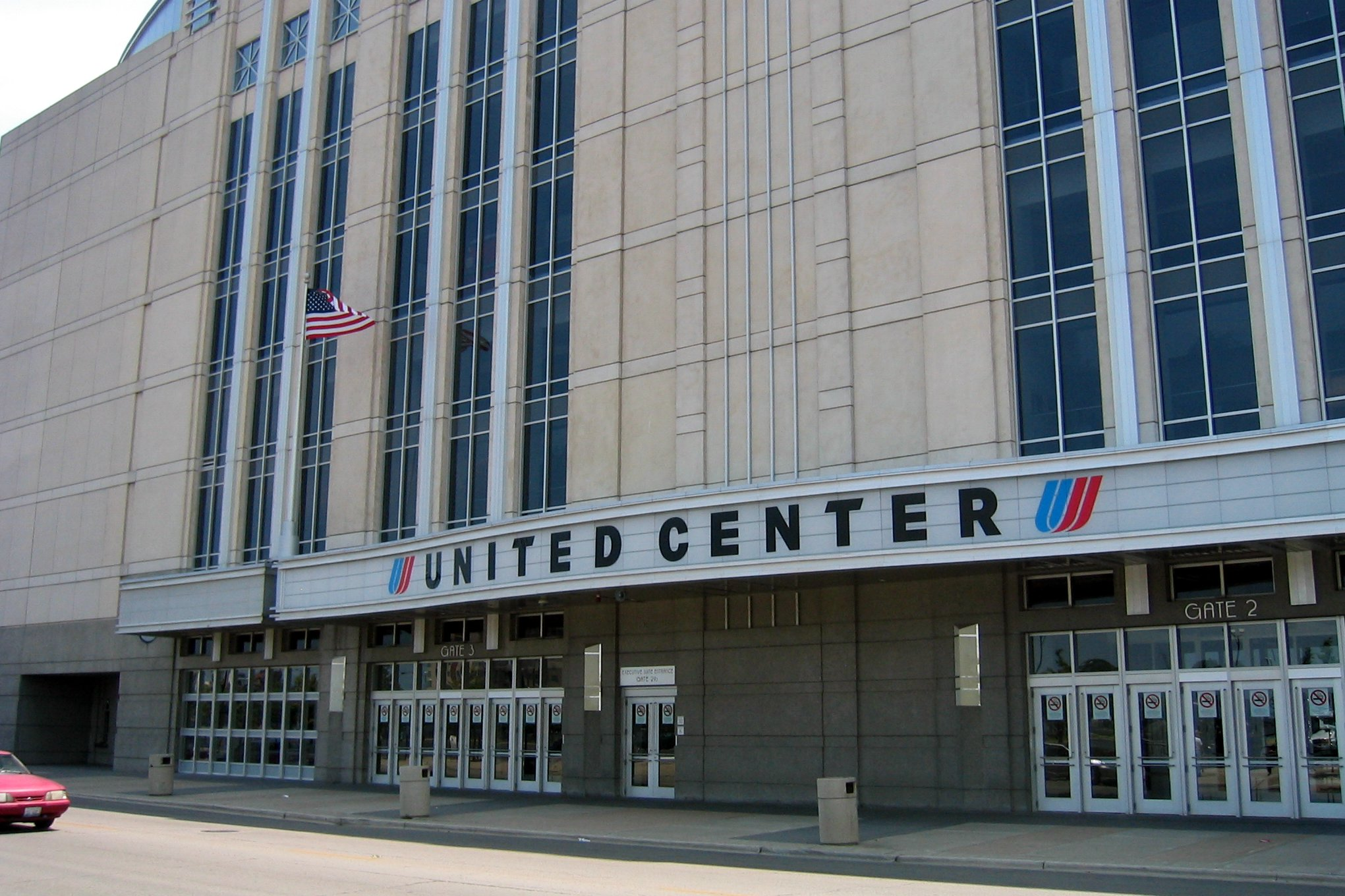
El United Center, pavelló actual dels Bulls.

Els Bulls van començar la temporada 1994-95 dient adéu al que havia estat el seu pavelló durant 27 anys, el Chicago Stadium i es van trasllar a la seva seu actual, el United Center. Aquest any van perdre Horace Grant i Scott Williams, que es van convertir en agents lliures i Bill Cartwright i John Paxson que es van retirar, però van fitxar Ron Harper, que al costat de Steve Kerr, adquirit l'any anterior, i els pivots Luc Longley i Bill Wennington, van ajudar a reconstruir l'equip.
No obstant això, la millor notícia pels Bulls va arribar el 17 de març de 1995, quan Michael Jordan va decidir tornar del seu retir. I ho va fer de la millor manera possible, anotant 55 punts davant New York Knicks en el seu cinquè partit després de la seva volta, i portant el seu equip als playoffs, on després de guanyar als Hornets en primera ronda, van ser incapaços de superar el fet i fet campió de la Conferència Est, Orlando Magic, amb jugadors com Horace Grant, Anfernee Hardaway i Shaquille O'Neal, caient per 4 a 2.
A l'any següent van perdre B.J. Armstrong en el draft d'expansió, però a canvi van aconseguir una barata de jugadors amb San Antonio Spurs que enviava Will Perdue a Texas a canvi del quatre vegades millor rebotador de la lliga, el polèmic Dennis Rodman, antic membre dels mítics Bad Boys dels Pistons. Amb un cinc inicial amb Harper, Jordan, Pippen, Rodman i Longley i amb potser la millor banqueta de la lliga, amb jugadors com Kerr, Toni Kukoc, Wennington, Buechler i Randy Brown, els Bulls van aconseguir passar d'un balanç de 47 victòries i 35 derrotes de l'any anterior al rècord de 72-10. Jordan va guanyar el seu vuitè títol de millor anotador, Rodman el cinquè consecutiu com a millor rebotador, i Kerr va acabar segon en percentatge de triples. Jordan, a més, es va alçar amb la Triple Corona en guanyar el MVP de la lliga regular, de l'All-Star Game i de les Finals. Krause va ser triat Executiu de l'Any de l'NBA, Jackson Entrenador de l'Any i Kukoc Millor Sisè Home. Jordan i Pippen van ser triats en el millor quintet de la lliga, i tots dos al costat de Rodman en el millor quintet defensiu, fent que els Bulls fossin el primer equip de la història a ficar a tres jugadors en aquesta categoria.
A més, la plantilla d'aquest any va batre diversos rècords més, inclosos el de millor balanç en partits fora de casa (33 victòries, 8 derrotes), la millor arrencada de lliga (41-3), la més llarga sèrie de partits guanyats consecutivament (44, 7 de l'anterior temporada) i el millor començament a casa (37-0). Van ser també el segon millor equip de la història a casa (39-2), només per darrere dels Celtics de 1986, que van aconseguir un 40-1. En les Finals van guanyar els Seattle Supersonics de Gary Payton i Shawn Kemp per 4-2, aconseguint el seu quart anell de campions. L'equip dels Bulls de la temporada 1995-96 és considerat com un dels 10 millors de la història de l'NBA.
En la temporada 1996-97, els Bulls a punt van estar de repetir una campanya amb 70 victòries, quedant-se a una després de perdre els seus dos últims partits de la fase regular, encara que van repetir el seu domini a casa amb un 39-2. Després d'arrasar de nou en els playoffs, es van plantar a la final davant dels Utah Jazz de John Stockton i Karl Malone, guanyant el seu cinquè títol de la dècada. Jordan va guanyar el seu novè títol de màxim anotador, Rodman el seu sisè consecutiu en rebots, mentre que el mateix Jordan i Scottie Pippen, juntament amb Robert Parish, que va jugar la seva última temporada en actiu amb els Bulls, van ser inclosos aquest any, celebració del 50 aniversari de l'NBA, entre els 50 millors jugadors de la història de la lliga.
Els Bulls van aconseguir el que es va denominar «repeat the three-peat», Joc de paraules en anglès, traduït literalment "repetir el three-peat", de three (tres en anglès) i repeat (repetir). guanyant 62 partits de la lliga regular i aconseguint imposar-se en les Finals de l'NBA de 1998 a Utah Jazz per 4-2. Jordan va assolir de nou tots els títols possibles a nivell individual, inclosa la seva desena corona de màxim anotador, mentre Rodman guanyava el seu setè títol de millor rebotador.

### Un dramàtic desmantellament (1998)
L'estiu de 1998 va portar un sobtat final a l'era dels campionats. Krause es va adonar que la plantilla dels Bulls estava massa envellida per seguir competint a un alt nivell, per la qual cosa va decidir reconstruir l'equip per evitar un lent però dolorós declivi de les seves estrelles. El seu pla consistia a desfer-se dels jugadors que havien estat fins llavors pilars de l'equip i adquirir nous jugadors en llocs alts del draft. Així, va traspassar Scottie Pippen als Houston Rockets a canvi de diversos jugadors que no van arribar a jugar en l'equip, va renunciar a la renovació de Dennis Rodman i va traspassar Luc Longley i Steve Kerr a canvi d'eleccions en drafts futurs. Va contractar un entrenador sense experiència en l'NBA, Tim Floyd, que havia portat un reeixit programa en la Universitat de Iowa State. Després de la marxa de Phil Jackson, Jordan va anunciar la seva segona retirada oficial.
El nou quintet va quedar format pel base Randy Brown, Ron Harper d'escorta, Brent Barry d'aler, Toni Kukoc a l'ala-pivot i Bill Wennington com pivot. Kukoc va liderar l'equip en punts, rebots i assistències, però l'equip només va guanyar 13 partits de 50 en la temporada 1998-99, que va estar marcada per la vaga de jugadors.

### Cinc anys difícils (1999-2004)

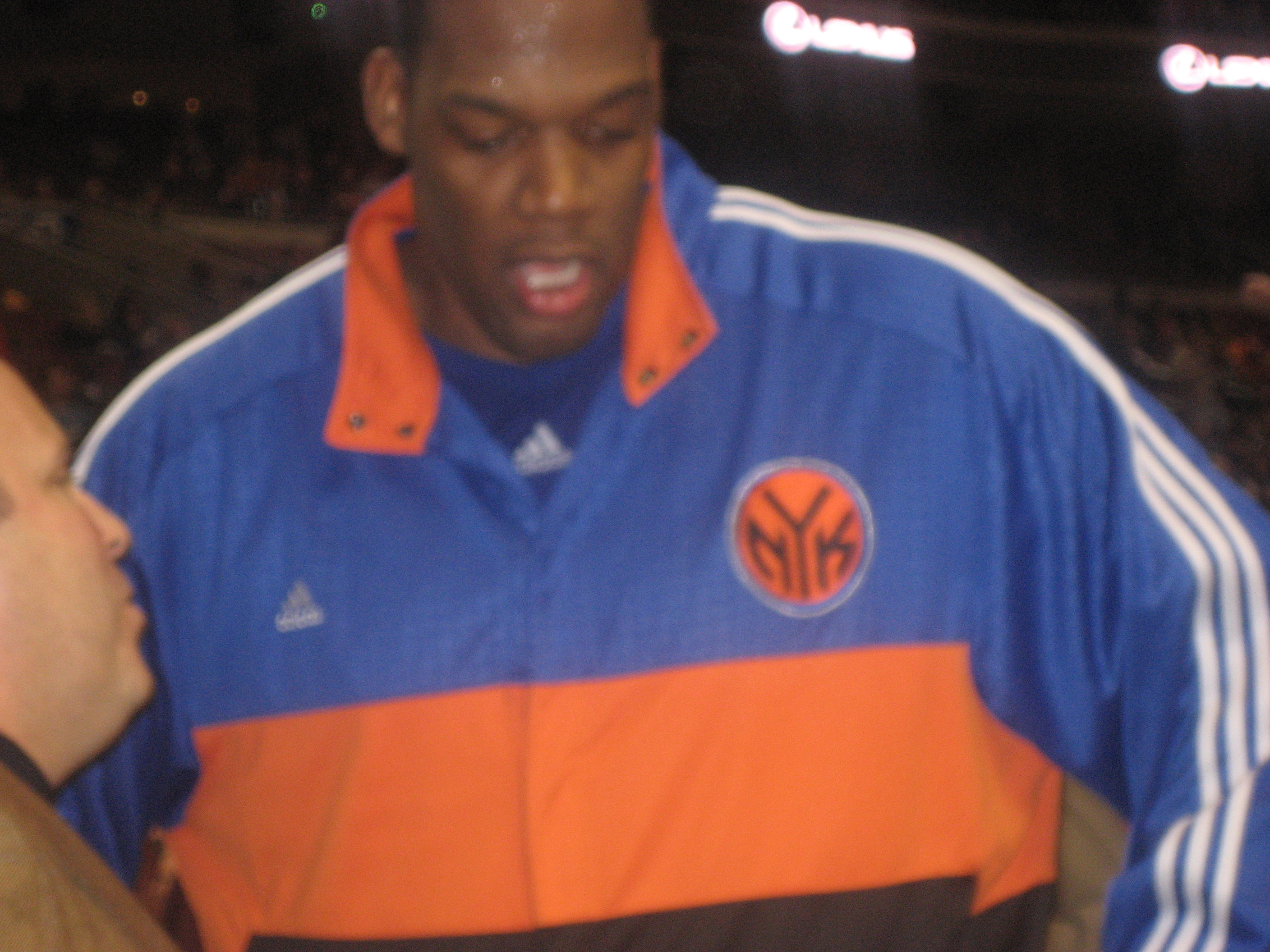
Eddy Curry, jugador dels Bulls durant 5 temporades.

Després d'un any desastrós, per fi una bona notícia arribava als Bulls: van guanyar la loteria del Draft de l'NBA i es van fer amb els drets de l'ala-pivot Elton Brand. Després de perdre Harper, Brown, Wennington i Barry en la post-temporada, Brand i el seu company el també rookie Ron Artest van liderar a l'equip en aquesta temporada, sobretot després de la greu lesió de Toni Kukoc que es va perdre pràcticament tota la temporada. Brand va fer una mitjana de més de 20 punts i 10 rebots per partit, una cosa que no es veia a Chicago des dels temps d'Artis Gilmore. Va liderar els rookies en punts, rebots, taps, percentatge de tirs de camp i minuts, mentre Artest feia el propi en robatoris de pilota, a més d'acabar segon màxim anotador de l'equip. Tot això va comportar que Brand fos triat co-Rookie de l'Any de l'NBA al costat de Steve Francis de Houston Rockets, i Artest va ser triat en el segon millor quintet. Malgrat això, l'equip va acabar amb un balanç de 17 victòries per 65 derrotes, el segon pitjor de la seva història.
Després d'un estiu en el qual van temptejar tots els agents lliures de qualitat que hi havia al mercat, gent com Tim Duncan, Grant Hill, Tracy McGrady, Eddie Jones i Tim Thomas van rebutjar incorporar-se als Bulls. Van poder fitxar, no obstant això, Brad Miller i el base Ron Mercer, triant en el Draft del 2000 Marcus Fizer, i traspassant els drets de Chris Mihm a Cleveland Cavaliers a canvi dels drets del base Jamal Crawford. Brand va tornar a liderar l'equip en punts i rebots, passant de nou de 20 i 10 respectivament, però les noves adquisicions van fallar, portant l'equip al pitjor balanç de victòries de la seva història, amb un 15-67.

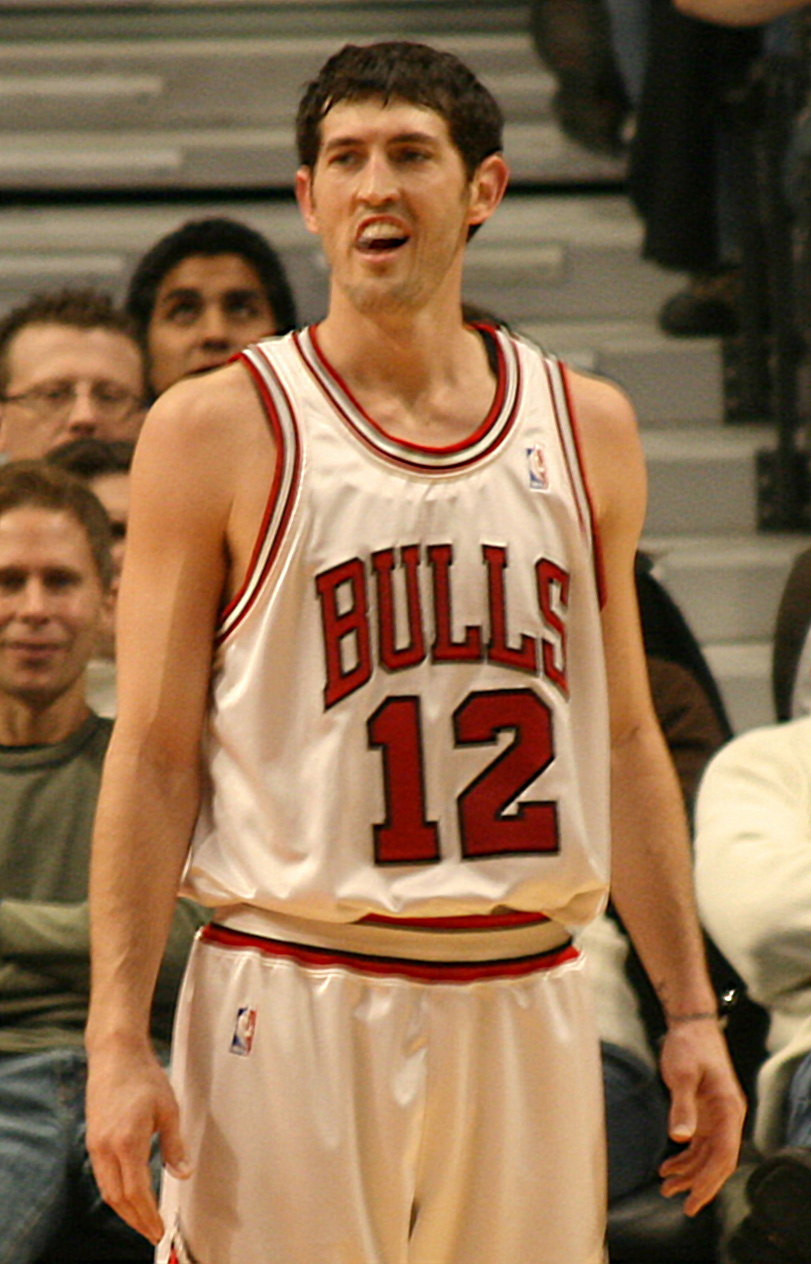
Kirk Hinrich, triat en el Draft de 2003

Krause va sorprendre els afeccionats el dia que es va celebrar el Draft de l'NBA de 2001, quan va traspassar el seu jugador-franquícia Brand a canvi de la segona elecció del draft, Tyson Chandler, i triant en la quarta posició Eddy Curry. No s'esperava massa contribució de tots dos, encara que fossin potencials jugadors franquícia, ja que l'equip mancava de veterans que lideressin al mateix. Intervinguda la temporada van ser traspassats els tres màxims anotadors de l'equip, Mercer, Artest i Miller juntament amb Kevin Ollie a Indiana Pacers a canvi del veterà base Halin Rose, Travis Best i Norman Richardson. També es va produir un canvi en la banqueta, Floyd va ser destituït i el seu assistent, l'antic jugador dels Bulls Bill Cartwright es va fer càrrec del grup. L'equip va millorar el seu balanç de victòries, passant de 15 a 21, encara que van acabar empatats per l'últim lloc de la lliga.
Els Bulls van afrontar la temporada 2002-03 amb optimisme. Van triar l'estrella universitària Jay Williams en la segona posició del Draft de l'NBA, que juntament amb Rose, Crawford, Fizer, el nouvingut Donyell Marshall, Curry, Chandler i el base Trenton Hassell van formar un equip jove i amb ganes que van millorar els números de l'any anterior, situant-se en les 30 victòries, en la primera temporada completa de Bill Cartwright com a entrenador. Curry va liderar la lliga en percentatge de tirs de camp, la primera vegada des de la retirada de Jordan que un Bull acabava primer en una estadística principal de la lliga.
Durant l'estiu de 2003, el molts anys General Manager de l'equip Jerry Krause es va retirar, deixant el seu lloc a John Paxson. Jay Williams, després d'una prometedora temporada com rookie, va sofrir un greu accident de moto que el va allunyar de les pistes durant més de tres anys. Paxson va seleccionar en el draft de 2003 al base Kirk Hinrich, i va signar el veterà agent lliure i antic jugador franquícia Scottie Pippen. Amb tots aquests vímets, els Bulls esperaven que part de l'antiga màgia de l'època dels campionats tornés. No obstant això no va anar així. Diversos lesionats i un començament de temporada per sota del nivell que s'esperava van fer que al desembre fos destituït Cartwright, que va ser substituït per Scott Skiles. L'arribada d'Antonio Davis procedent dels Toronto Raptors tampoc va ajudar el fet que l'equip arribés a classificar-se pels playofss, acabant amb 23 victòries i 59 derrotes.

### El ressorgiment (2004-2010)

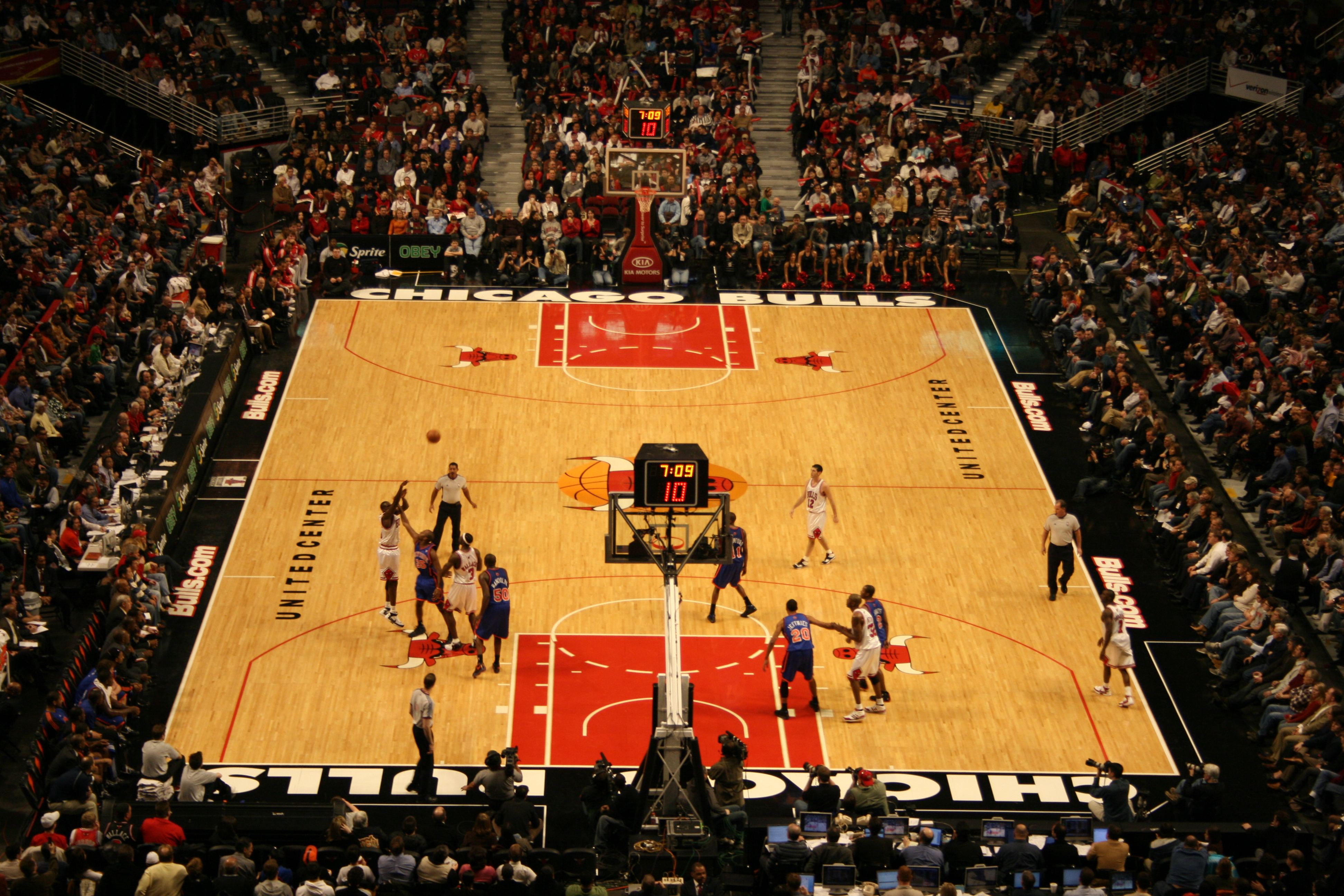
Luol Deng llançant a cistella.

En la post temporada del 2004, Paxson va traspassar els drets d'una elecció en el Draft de l'NBA de 2005 a Phoenix Suns a canvi d'una elecció en el del 2004. Va usar aquesta per a obtenir els serveis de l'escorta de la Universitat de Connecticut Ben Gordon i l'aler de Duke Luol Deng en la primera ronda, i amb el base Chris Duhon en la segona. A més va contractar l'agent lliure Andrés Nocioni, que acabava de guanyar l'or als Jocs Olímpics amb la selecció de l'Argentina. Després de perdre els nou primers partits de la temporada, els Bulls van començar a mostrar senyals de millora. Van acabar la lliga regular amb un balanç de 47 victòries per 35 derrotes, la tercera millor marca de la Conferència Est, accedint cinc anys després als playoffs, on van caure en primera ronda davant Washington Wizards per 4-2. A la fi de la temporada, Gordon es va convertir en el primer rookie a guanyar el premi al Millor sisè home i el primer Bull a guanyar-lo des de 1996, quan ho va fer el mateix Toni Kukoc.
Sense una important presència als pals, els Bulls van fallar durant tota la temporada 2005-06. Però en un gran final de la lliga regular, amb un parcial de 12 victòries i 2 derrotes, van aconseguir ficar-se en els playoffs de 2006. Allí es van trobar amb Miami Heat. Després de dos atapeïts partits a Florida que van acabar amb derrota dels Bulls, aquests van acabar igualant l'eliminatòria a Chicago. No obstant això, dues noves derrotes els van deixar fora de la lluita per l'anell de campió. La inexperiència de gran part de la plantilla en partits de post temporada va ser la clau per no haver arribat més lluny.
Al Draft de 2006 els Bulls es van fer amb els drets de l'ala-pivot LaMarcus Aldridge, que van traspassar immediatament als Blazers a canvi dels alers Tyrus Thomas i Viktor Khryapa. En una segona maniobra, van traspassar Rodney Carney a Philadelphia 76ers a canvi del base Thabo Sefolosha. Passat l'estiu, van contractar el quatre vegades Millor Defensor de l'NBA Ben Wallace per quatre temporades i 60 milions de dòlars. Després de la signatura de Wallace, van traspassar Tyson Chandler, l'únic jugador que quedava de l'era Krause a New Orleans Hornets a canvi del veterà ala-pivot P.J. Brown i J.R. Smith, i amb els diners sobrants de l'operació, sense arribar al límit salarial, van signar l'antic capità dels Bulls Adrian Griffin.
La temporada 2006-07 va començar amb un desesperançador 3-9, però van acabar la lliga regular amb 49 victòries i 33 derrotes, la tercera millor marca de la Conferència Est. Van tornar a creuar-se amb els Heat, el defensor del títol assolit l'any passat, però a diferència de la temporada passada, els Bulls van escombrar als de Miami per 4 a 0. Era la seva primera victòria en una sèrie de playoffs des de 1998, l'última temporada de Jordan.
Es van trobar en segona ronda amb Detroit Pistons, la primera vegada que es trobaven amb ells en playoffs des de 1991. Els de Detroit van guanyar els tres primers partits, i cap equip ha aconseguit al llarg de la història remuntar tal diferència. Els Bulls van guanyar els dos següents, fregant el miracle, però en el sisè partit van caure per 10 punts de diferència.
El començament de la temporada 2007-08 va ser dolent: van perdre 10 dels primers 12 partits, la qual cosa va fer que Scott Skiles fos destituït com a entrenador el 24 de desembre de 2007. El va substituir interinament Jim Boylan, amb qui es va millorar lleugerament, però no prou com per aconseguir remuntar el vol i reeixir els playoffs. Cal esmentar que durant aquesta temporada es van produir contínues lesions en els tres pilars del que havien estat els anomenats "Baby Bulls", Gordon, Deng i Hinrich.
La temporada 2008-09 va suposar una nova tornada de la franquícia d'Illinois als playoffs. Primerament, el draft de l'NBA 2008, els Bulls van aconseguir l'elecció número 1, la qual cosa va significar el segon percentatge més baix amb el qual una franquícia ha guanyat la loteria: un 1,37%. La temporada va començar amb el novençà Derrick Rose, escollit amb aquesta elecció número 1, mostrant-se com un gran jugador amb un gran potencial. Rose finalitzaria la temporada com Rookie de l'any.
No obstant això, intervinguda la temporada no semblava clar que els Bulls anessin a millorar la mala temporada realitzada l'any anterior; llavors es va produir un punt d'inflexió. El 19 de febrer de 2009, Sacramento Kings va traspassar a John Salmons i a Brad Miller als Bulls a canvi d'Andrés Nocioni, Drew Gooden, Michael Ruffin i Cedric Simmons. Amb les noves incorporacions Chicago comença una remuntada en la taula aconseguint la setena plaça que li va donar dret a jugar els playoffs de l'Est.
El seu rival en postemporada serien els Boston Celtics, campions l'any anterior. La sèrie va ser especialment igualada i emocionant. Va ser qualificada per molts com la millor sèrie dels últims deu anys, anant-se als set partits, sis d'ells amb pròrrogues i amb uns Bulls que van tenir opcions fins al final. Però finalment els Bulls van sucumbir davant els vigents campions. Aquest estiu, a més, els Bulls van perdre el seu escorta estrella, Ben Gordon, qui va passar a ser agent lliure i va decidir marxar a jugar amb els Detroit Pistons.
No obstant això, la plantilla no va quedar tan descompensada després de la marxa de Gordon, i en la temporada 2009-10 de l'NBA amb Rose pujant el nivell amb 20,8 punts i 6 assistències per partit, Joakim Noah demostrant grans dots defensius, i un bon rendiment del novençà Taj Gibson, aconsegueixen un rècord de 41-41 per segon any consecutiu i es van classificar per la postemporada al 8è lloc de la Conferència Est, on s'enfrontarien amb als Cleveland Cavaliers de LeBron James, l'equip amb el millor rècord de la temporada. Igual que els playoffs anteriors, els de Chicago van donar batalla però no van aconseguir la gesta caient per 4-1. Taj Gibson acabaria dins del Millor quintet de rookies de l'NBA.
Durant la temporada, es va traspassar John Salmons a canvi de Hakim Warrick i Joe Alexander provinents de Milwaukee Bucks. A més, el 18 de febrer de 2010, Tyrus Thomas va ser traspassat a Charlotte Bobcats a canvi de Ronald Murray, Acie Law i una primera ronda de draft. Tots els traspassos serien amb la finalitat d'aconseguir un potencial agent lliure l'estiu del 2010 que acompanyi i recolzi el desenvolupament del base estrella que cada vegada donava més que parlar, Derrick Rose. En finalitzar la temporada, Vinny Del Negro va ser destituït, i qui fos capità dels Bulls els últims anys, el base-escorta Kirk Hinrich, va ser traspassat als Washington Wizards.

### De tornada a l'elit (2010-present)

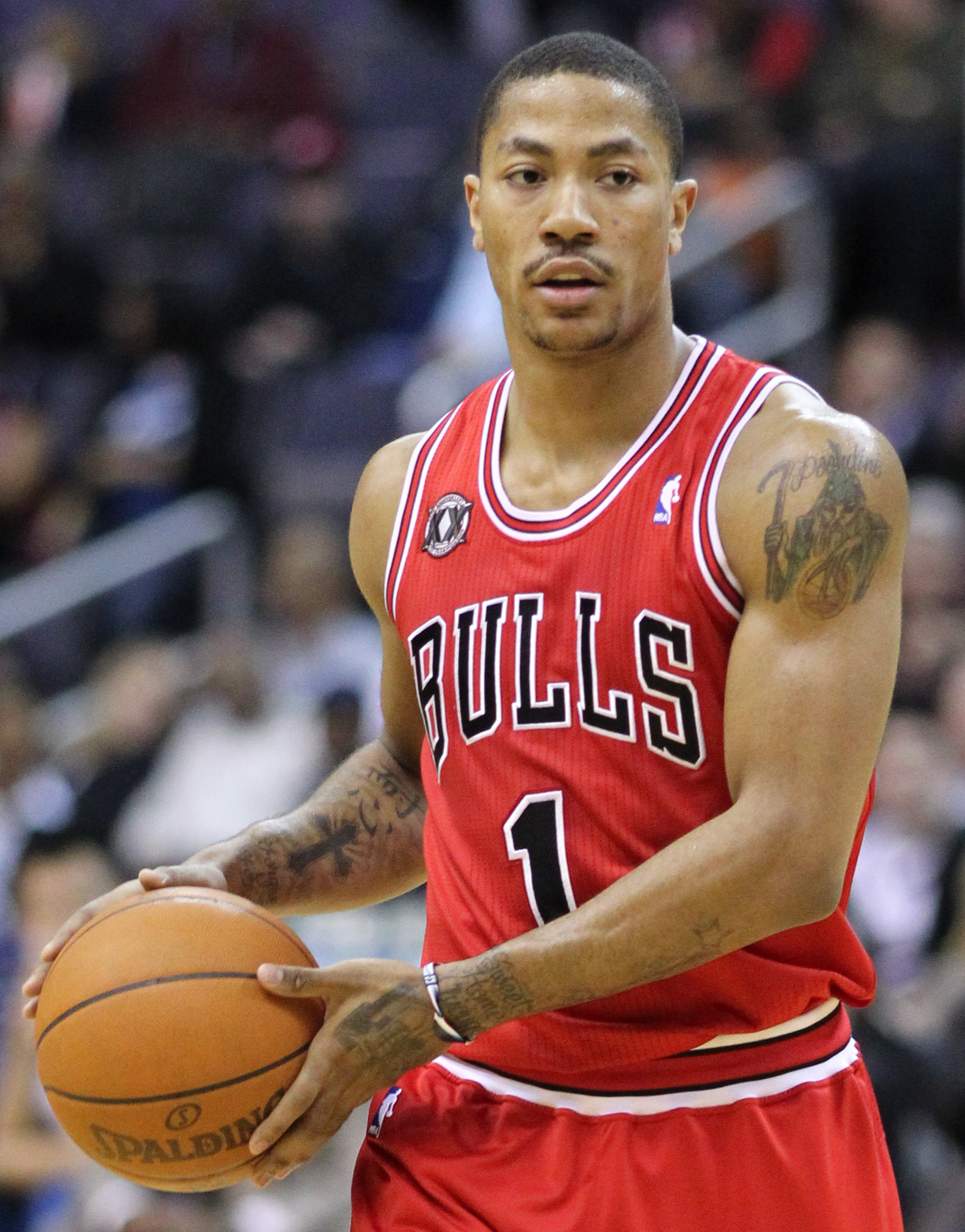
Derrick Rose, principal figura dels Bulls en l'actualitat.

De cara a la nova temporada, a Chicago es respiraven nous aires. Es contracta com a entrenador cap Tom Thibodeau, exentrenador assistent dels Boston Celtics, reconegut pel seu gran treball defensiu. Només cinc jugadors continuarien a l'equip, Derrick Rose, Luol Deng, James Johnson, Taj Gibson i Joakim Noah. Amb un espai salarial suficient per aconseguir un gran agent lliure, entre els quals es trobaven LeBron James, Dwyane Wade, Chris Bosh (els 3 signarien amb Miami Heat), Amar'i Stoudemire, Dirk Nowitzki i Carlos Boozer.
Finalment, seria Boozer, l'ala-pivot provinent dels Utah Jazz que signaria per cinc anys i 80 milions de dòlars. A més, s'integren a la plantilla C.J. Watson, Ronnie Brewer, Keith Bogans, Kyle Korver, Ömer Aşık, Kurt Thomas, Brian Scalabrine i John Lucas III. Amb un bon quintet titular i una banqueta interessant, els Bulls prometien fer molt més que les últimes dues temporades. Malgrat les lesions que van afligir durant gran part de la fase regular Boozer i Noah, Derrick Rose impressionava amb un nivell que li portaria al MVP, amb una mitjana de 25 punts, 7,7 assistències, 4,1 rebots, amb actuacions memorables com ara marques personals de 42 punts contra els San Antonio Spurs, 17 assistències contra els Milwaukee Bucks, i un triple-doble contra Memphis Grizzlies (el primer de la seva carrera), a més de ser el gran artífex del rècord 62-20 dels de Chicago, màxim de la lliga en la temporada. En playoffs van vèncer els Indiana Pacers i Atlanta Hawks, i van ser derrotats en les Finals de Conferència pels Miami Heat del big-three Dwyane Wade, LeBron James i Chris Bosh.
Per a la temporada 2011-12, els Bulls es van fer amb Jimmy Butler en la 30a posició del draft i van fitxar l'experimentat Richard Hamilton procedent de Detroit Pistons, a més d'estendre el contracte de Derrick Rose per cinc anys. Aquest acudiria als All-Star Game de l'NBA de 2012 com el tercer més votat, darrere de Dwight Howard i Kobe Bryant. Luol Deng també va acudir. Era la primera vegada des de l'època de Jordan i Pippen que dos jugadors dels Bulls acudien a l'All-Star. Els Bulls van finalitzar com a primers de la Conferència Est i un rècord de 50-16. En els playoffs es van enfrontar als Philadelphia 76ers, però en el primer partit de la ronda, Rose va sofrir una greu lesió en trencar-se el lligament creuat anterior i a perdre el que restava de temporada. Noah també es va lesionar en el tercer partit, finalment els Bulls van ser eliminats pels Sixers per 2-4. Va ser la cinquena vegada que el primer classificat era eliminat pel vuitè.
La temporada 2012-13 es podria resumir en una paraula, lesions, a la lesió de la seva màxima estrella Derrick Rose per a tota la temporada s'unien contínuament les de Hinrich, Hamilton, Deng, Gibson o Noah. Malgrat això van obtenir la cinquena plaça en la classificació amb un 45-37, així es van enfrontar els traslladats Brooklyn Nets en primera ronda, sèrie que va haver d'anar-se al setè partit en pista visitant, malgrat això els Bulls van guanyar i passar a Semifinals de Conferència on esperaven els Miami Heat. Van guanyar el primer partit a Miami robant així el factor pista però acabarien caient als següents partits. Malgrat l'eliminació en segona ronda molts van qualificar aquesta temporada com una de les millors de l'era post-Jordan, van saber lluitar contra les adversitats en forma de lesions contínues molt importants per a l'equip i van obtenir victòries en temporada regular importants, com la que va tallar la ratxa de Miami de 27 partits seguits sense perdre (segona ratxa més llarga de la història de l'NBA després dels 33 dels Lakers).
Per la temporada 2013-14 el més esperat era la tornada de Derrick Rose després de la seva lesió als playoffs de la temporada 2011-12 i amb el qual els Bulls pretenien tornar a lluitar pel més alt. Però després de només deu partits disputats, Rose va tornar a recaure i es va confirmar que no tornaria a jugar en el que restava de temporada. Per al mercat hivernal, els Bulls traspassaven Luol Deng a Cleveland Cavaliers, i Noah quedava com a principal referència de l'equip, i que acabaria guanyant a final de temporada el guardó al millor defensor de l'any. Els Bulls van aconseguir arribar als playoffs on van ser eliminats per Washington Wizards en el cinquè partit. Per la temporada 2014/2015 els Bulls van fitxar a l'experimentat ala-pivot Pau Gasol i al juvenil Nikola Mirotic.

## Pavellons
- International Amphitheatre (1966-1967)
- Chicago Stadium (1967-1994)
- United Center (1994-avui)

## Jugadors a recordar
- Michael Jordan
- Scottie Pippen
- Dennis Rodman
- Toni Kukoc